# Pavol Hurajt
Pavol Hurajt, né le 4 février 1978 à Poprad, est un biathlète slovaque actif de 1999 à 2014.  
Il a représenté la Slovaquie aux Jeux olympiques d'hiver de 2006, 2010, au cours desquels il a remporté la médaille d'argent de la mass-start, et 2014.

## Biographie
Il est à l'origine fondeur, mais se tourne vers le biathlon avant de faire ses débuts en sénior en 1999.
Lors de la saison 2003-2004, pour sa deuxième saison dans l'élite, il se révèle au niveau mondial en montant sur ses deux premiers podiums en Coupe du monde à Fort Kent et Osrblie. Il finit 19e du classement général, le meilleur de sa carrière.
En 2005, il est vice-champion d'Europe de l'individuel.
Aux Jeux olympiques de 2010, il affiche sa meilleure forme. Profitant notamment d'un dossard favorable et de bonnes conditions de course avant que les fortes chutes de neige ne ralentissent la piste, il se classe dans le top 8 de la première épreuve, le sprint, avec une seule erreur au tir (debout). Il confirme quelques jours plus tard, cette fois dans des conditions plus neutres, en terminant au pied du podium de l'individuel avec un 19 sur 20 au tir. Il boucle les Jeux de Vancouver en apothéose en réalisant la plus belle performance de sa carrière, sur le départ groupé, l'épreuve-reine. Parfait derrière la carabine (sans faute), il effectue ainsi toute la course aux avant-postes, sortant en troisième position après les premier et second passages au pas de tir, puis en tête après les troisième et quatrième passages. Il doit cependant lutter pour la médaille dans le dernier tour de piste face à des adversaires plus rapides que lui, médaille qu'il obtient en terminant derrière le Russe Evgeny Ustyugov et le Français Martin Fourcade. Sa médaille de bronze se transforme en médaille d'argent en novembre 2024, soit quatorze ans plus tard, lorsque Ustyugov est officiellement disqualifié rétrospectivement pour dopage.

## Palmarès

### Jeux olympiques d'hiver
| Épreuve / Édition | Individuel | Sprint | Poursuite | Départ en masse                    | Relais | Relais mixte                     |
| Turin 2006        | 29e        | 29e    | 24e       | -                                  | 14e    | Épreuve inexistante à cette date |
| Vancouver 2010    | 4e         | 7e     | 15e       | Médaille d'argent, Jeux olympiques | 15e    | Épreuve inexistante à cette date |
| Sotchi 2014       | 28e        | 51e    | 52e       | -                                  | 11e    | 4e                               |

- - : pas de participation à l'épreuve.
- : épreuve inexistante lors de cette édition.

### Championnats du monde
| Mondiaux / Épreuve                | Individuel   | Sprint       | Poursuite    | Départ en masse | Relais       | Relais mixte                     |
| 2000 Oslo                         | 76e          | 80e          | —            | —               | —            | Épreuve inexistante à cette date |
| 2001 Pokljuka                     | 74e          | 68e          | —            | —               | 18e          | Épreuve inexistante à cette date |
| 2003 Khanty-Mansiïsk              | 23e          | 19e          | 26e          | —               | 14e          | Épreuve inexistante à cette date |
| 2004 Oberhof                      | 49e          | 74e          | —            | —               | 10e          | Épreuve inexistante à cette date |
| 2005 Hochfilzen / Khanty-Mansiïsk | 83e          | 70e          | —            | —               | 14e          | 16e                              |
| 2007 Anterselva                   | 38e          | 83e          | —            | —               | 15e          | —                                |
| 2008 Östersund                    | 46e          | 14e          | 20e          | 19e             | 9e           | 14e                              |
| 2009 Pyeongchang                  | 40e          | 20e          | 53e          | —               | 12e          | 10e                              |
| 2010 Khanty-Mansiïsk              | JO Vancouver | JO Vancouver | JO Vancouver | JO Vancouver    | JO Vancouver | 14e                              |
| 2011 Khanty-Mansiïsk              | 23e          | 96e          | —            | —               | 18e          | 12e                              |
| 2012 Ruhpolding                   | 78e          | 76e          | —            | —               | 12e          | —                                |
| 2013 Nové Město na Moravě         | 61e          | 49e          | 37e          | —               | 12e          | 7e                               |

Légende :

— : n'a pas participé à cette épreuve

DNF : abandon

### Coupe du monde
- Meilleur classement général : 19e en 2004.
- 3 podiums individuels : 1 deuxième place et 2 troisièmes places[2].

#### Classements en Coupe du monde
| Saison    | Classement général final |
| 2002-2003 | 51e                      |
| 2003-2004 | 19e                      |
| 2004-2005 | 59e                      |
| 2005-2006 | 77e                      |
| 2006-2007 | n.c.                     |
| 2007-2008 | 56e                      |
| 2008-2009 | 52e                      |
| 2009-2010 | 24e                      |
| 2010-2011 | 48e                      |
| 2011-2012 | 84e                      |
| 2012-2013 | 74e                      |
| 2013-2014 | 67e                      |

#### Podiums
| Saison    | Lieu           | Place | Discipline |
| 2003-2004 | Brezno-Osrblie | 3e    | Poursuite  |
| 2003-2004 | Fort Kent      | 3e    | Sprint     |
| 2009-2010 | Vancouver      | 2e    | Mass start |

### Championnats d'Europe
- Médaille d'argent de l'individuel en 2005.

### IBU Cup
- 1 podium.